# Cinq-Mars-la-Pile
 Cinq-Mars-la-Pile  es una población y comuna francesa, situada en la región de  Centro, departamento de Indre y Loira, en el distrito de Chinon y cantón de Lageais.

## Demografía
| 2080 | 2032 | 1955 | 2196 | 2370 | 2621 |
| Para los censos de 1962 a 1999 la población legal corresponde a la población sin duplicidades (Fuente: INSEE [Consultar]) |      |      |      |      |      |